# Copa Mundial de Fútbol de 2034
La Copa Mundial de Fútbol de 2034 será la vigésima quinta edición de la Copa Mundial de Fútbol masculino organizada por la FIFA. 
La FIFA determinó que las candidaturas solo podrían proceder de las asociaciones de la Confederación Asiática de Fútbol y de la Confederación de Fútbol de Oceanía, en virtud de la política rotativa que ya contemplaba a las otras cuatro confederaciones para los certámenes de 2026 y 2030. Únicamente Arabia Saudita presentó oficialmente su candidatura, por lo que se esperaba que, conforme a los estatutos del ente, el Congreso de la FIFA confirmara su sede, lo que sucedió el 11 de diciembre de 2024.

## Proceso de elección de la sede

### Candidatura confirmada

#### Arabia Saudita
Después de que Arabia Saudita abandonara su candidatura para 2030 junto con Grecia y Egipto, cambiaron su enfoque a una candidatura en solitario para 2034. Si la candidatura tenía éxito, se podrían utilizar estrategias similares a las de la Copa Mundial de la FIFA 2022 en Catar, que se celebró en noviembre-diciembre en lugar del calendario habitual de verano, para mitigar el calor del verano en el país, aunque la Federación Saudita ha insistido en un plan para alojar el torneo en el verano. La candidatura del país se anunció el 4 de octubre de 2023. El 5 de octubre, el presidente de la AFC, Salman bin Ibrahim Al Jalifa, respaldó la candidatura de Arabia Saudita. El día 9, Arabia Saudita anunció que había presentado la carta de intención oficial y había firmado la declaración a la FIFA para postularse para albergar la Copa Mundial de la FIFA 2034, y que más de 70 asociaciones miembro diferentes ya habían prometido su apoyo a su candidatura.

### Candidaturas rechazadas
- Asociación de Naciones del Sudeste Asiático[10]
- Australia,  Nueva Zelanda,[11][12][13]  Malasia, y  Singapur[14]
- China[15][16]
- Kazajistán,  Kirguistán y  Uzbekistán[17]

#### Asociación de Naciones del Sudeste Asiático (ASEAN)
La primera candidatura para la Copa Mundial de la FIFA 2034 fue propuesta como una candidatura colectiva de los miembros de la Asociación de Naciones del Sudeste Asiático (diez países: Brunéi, Camboya, Indonesia, Laos, Malasia, Birmania, Filipinas, Singapur, Tailandia, Vietnam). La idea de una candidatura combinada de la ASEAN se había debatido ya en enero de 2011, cuando el expresidente de la Asociación de Fútbol de Singapur, Zainudin Nordin, dijo en una declaración que la propuesta se había hecho en una reunión de Ministros de Asuntos Exteriores de la ASEAN, a pesar de que los países no puede pujar (ya que eso depende de las asociaciones nacionales). En 2013, Nordin y el presidente de las Olimpiadas Especiales de Malasia, Datuk Mohamed Faisol Hassan, recordaron la idea de que la ASEAN organizara conjuntamente una Copa del Mundo. Según las reglas de la FIFA a partir de 2017, la Copa del Mundo 2030 no puede celebrarse en Asia, ya que los miembros de la Confederación Asiática de Fútbol están excluidos de la candidatura tras la selección de Catar en 2022. Por lo tanto, la primera oferta de un miembro de la AFC podría realizarse para 2034.
Posteriormente, Malasia se retiró de su participación, pero Singapur y otros países de la ASEAN continuaron la campaña para presentar una candidatura conjunta para la Copa del Mundo de 2034. En febrero de 2017, la ASEAN mantuvo conversaciones sobre el lanzamiento de una candidatura conjunta durante una visita del presidente de la FIFA, Gianni Infantino, a Rangún, Birmania. El 1 de julio de 2017, el vicepresidente general de la Asociación de Fútbol de Indonesia, Joko Driyono, dijo que Indonesia y Tailandia encabezarían un consorcio de naciones del sudeste asiático en la candidatura. Driyono añadió que debido a consideraciones geográficas y de infraestructura y al formato ampliado (48 equipos), al menos dos o tres países de la ASEAN combinados estarían en la posición necesaria para albergar partidos.
En septiembre de 2017, el director ejecutivo adjunto de la Liga de Tailandia, Benjamin Tan, en la reunión del Consejo de la Federación de Fútbol de la ASEAN (AFF), confirmó que su asociación «se había mostrado interesada en presentar una candidatura y ser coanfitriona» de la Copa del Mundo de 2034 con Indonesia. En la misma ocasión, el secretario general de la AFF, Dato Sri Azzuddin Ahmad, confirmó que Indonesia y Tailandia presentarán una candidatura conjunta. Indonesia fue el primer equipo asiático y el único país del sudeste asiático que participó en la Copa del Mundo, cuando el territorio era conocido como las Indias Orientales Neerlandesas.
Sin embargo, en junio de 2018, el miembro del comité ejecutivo de la FIFA, Yang di-Pertuan Agong y sultán de Pahang, Tengku Abdullah, quien también es expresidente de la Asociación de Fútbol de Malasia (FAM), expresaron interés en unirse a los dos países para albergar el Mundial juntos. El mismo año, Vietnam expresó interés en sumarse a la candidatura para el mismo concurso, a pesar de algunas preocupaciones en materia de infraestructura. Los cuatro países ya han organizado conjuntamente un evento de fútbol durante la Copa Asiática 2007.
En junio de 2019, el primer ministro de Tailandia, Prayut Chan-o-cha, anunció que las 10 naciones de la ASEAN lanzarían una candidatura conjunta para albergar la Copa Mundial de la FIFA 2034, siendo la primera presentación de una candidatura conjunta de diez países en la historia de la Copa Mundial de la FIFA.
El 9 de octubre de 2019, cinco países de la ASEAN propusieron oficialmente albergar la Copa Mundial de la FIFA 2034. Tailandia encabezará la iniciativa.
El 15 de junio de 2022, el primer ministro camboyano, Hun Sen, en su calidad de presidente de la ASEAN, dijo que instaría a los líderes del sudeste asiático a postularse para albergar la Copa Mundial de la FIFA en 2034 o 2038.

#### Australia y otros anfitriones
Después de su fallida candidatura para albergar la Copa Mundial de Fútbol de 2022, Australia ha considerado una candidatura conjunta con la vecina Nueva Zelanda, miembro de la OFC con la que coorganizaron la Copa Mundial Femenina de Fútbol de 2023. Australia restableció esta intención en agosto de 2021, poco después del éxito de Brisbane en su candidatura para albergar los Juegos Olímpicos de verano de 2032. Football Australia también discutió una oferta conjunta con Indonesia y otras naciones de la ASEAN en lugar de Nueva Zelanda. Sin embargo, Indonesia se ha mostrado reticente a una candidatura conjunta con Australia, considerando que el país también participa en la candidatura de la ASEAN para el mismo concurso. Una sugerencia alternativa es que Australia y Nueva Zelanda se asocien junto con Malasia y Singapur, en lugar de Indonesia, aunque ambos países también participan en la candidatura de la ASEAN.
El director ejecutivo de Football Australia, James Johnson, dijo que su organización estaba «explorando la posibilidad» luego de la fecha límite de la FIFA para que las ofertas se presenten antes del 31 de octubre de 2023. Sin embargo, un desafío importante para la candidatura ha sido la necesidad de construir más estadios o ampliar los estadios actuales según los estándares de la FIFA. Indonesia estaba en conversaciones con Australia, Singapur y Malasia para presentar una oferta conjunta, aunque se retiraron el 18 de octubre y respaldaron la oferta saudita como gran parte de la AFC.
El 31 de octubre, Football Australia emitió un comunicado en el que decía que habían decidido no presentar una oferta, dejando a Arabia Saudita como única oferta.

### Selección de anfitrión
El proceso de candidatura para el Mundial de 2034 comenzó el 4 de octubre de 2023 y utilizó los mismos requisitos que el Mundial de 2030. Debido a la política de rotación de confederaciones de la FIFA, solo las asociaciones miembro de la Confederación Asiática de Fútbol y de Confederación de Fútbol de Oceanía eran elegibles como sede. La FIFA había tomado la decisión de albergar el Mundial de 2030 en tres continentes (África, Europa y América del Sur) y el Mundial de 2026 estaba previsto que se celebrara en América del Norte, lo que significaba que necesariamente tendría que celebrarse el Mundial de 2034 en Asia u Oceanía. De acuerdo con The New York Times, observadores vieron que esto allanaba el camino para que Arabia Saudita fuera sede de la Copa del Mundo de 2034 al reducir sustancialmente las posibles candidaturas para albergar la sede.
El 31 de octubre de 2023, el presidente de la FIFA, Gianni Infantino, anunció que Arabia Saudita sería la sede de la Copa del Mundo de 2034, siendo la tercera vez que la Confederación Asiática de Fútbol organiza la Copa del Mundo, después del torneo de 2002 en Corea del Sur y Japón y el torneo de 2022 en Catar, así como la segunda vez que se disputa en Oriente Medio, tras el ya mencionado evento catarí.

## Organización

### Sedes potenciales
El 31 de julio de 2024, cinco ciudades fueron propuestas dentro del proceso de candidatura.
- Abha
- Al Kobhar
- Neom
- Riad
- Yeda

## Equipos participantes
En cursiva los equipos que participan por primera vez:
| Clasificatorias | Clasificatorias | Clasificatorias | Clasificatorias | Clasificatorias | Clasificatorias | Clasificatorias |
| --------------- | --------------- | --------------- | --------------- | --------------- | --------------- | --------------- |
| AFC             | CAF             | Concacaf        | Conmebol        | OFC             | UEFA            | FIFA            |

| Equipos participantes | Equipos participantes | Equipos participantes | Equipos participantes |
| --------------------- | --------------------- | --------------------- | --------------------- |
| Arabia Saudita        |                       |                       |                       |
|                       |                       |                       |                       |
|                       |                       |                       |                       |
|                       |                       |                       |                       |
|                       |                       |                       |                       |
|                       |                       |                       |                       |
|                       |                       |                       |                       |
|                       |                       |                       |                       |
|                       |                       |                       |                       |
|                       |                       |                       |                       |
|                       |                       |                       |                       |
|                       |                       |                       |                       |